# 教育未来創造会議

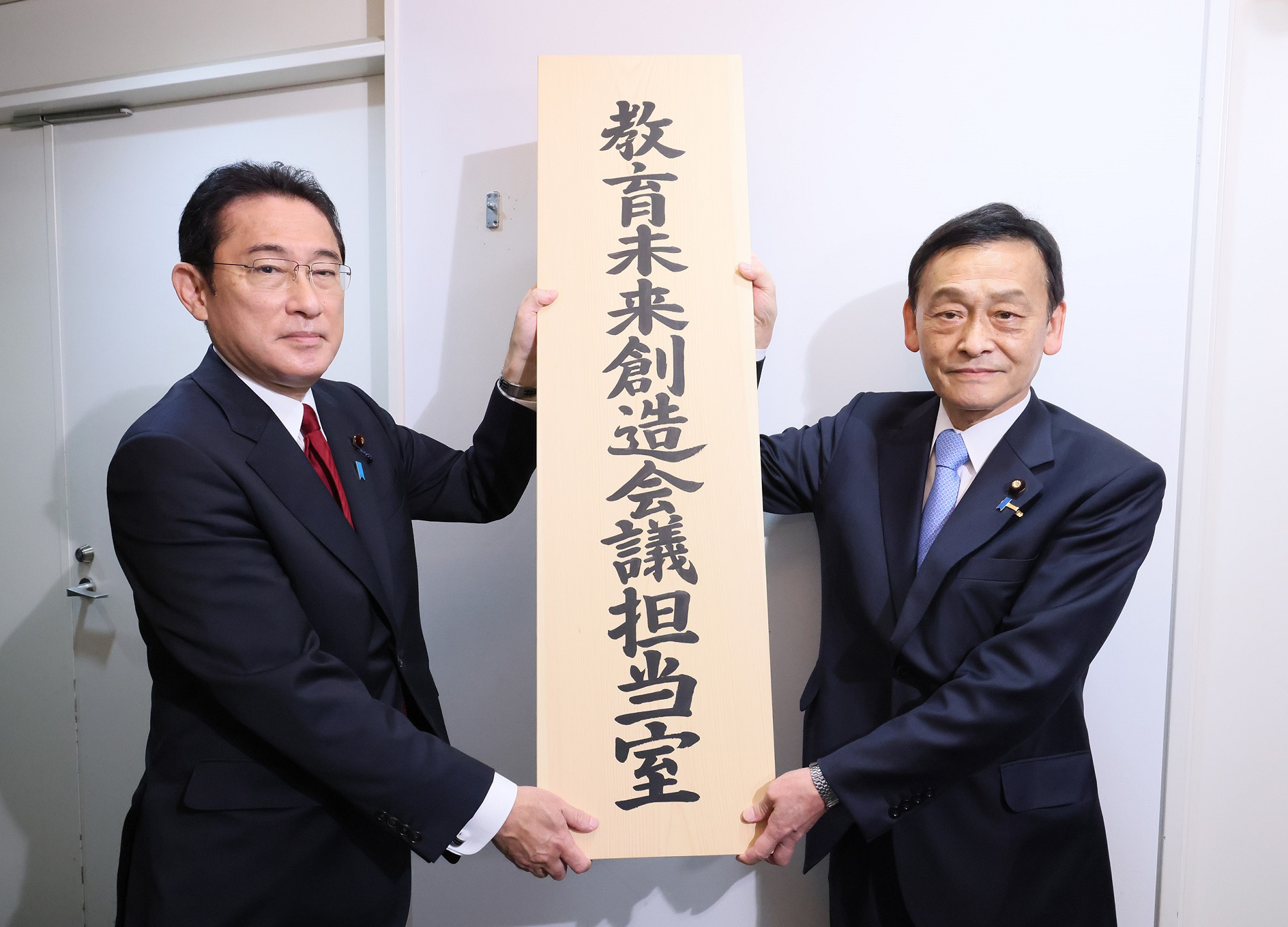
教育未来創造会議担当室の看板掛け（2021年12月）

教育未来創造会議（きょういくみらいそうぞうかいぎ、英語: Council for the Creation of Future Education）は、日本の内閣の下に設置されている教育政策に関する会議の一つである。先行会議体である教育再生実行会議の後を受けて、2021年12月3日に第2次岸田内閣が行った閣議決定を根拠として設けられた。高等教育と社会の関係の多様化・複雑化を見据えて、社会人が学び直すリカレント教育やデジタル時代における人材育成策の検討を行う。
2023年4月、本会議において第二次提言が取りまとめられ、その中でグローバル社会を見据えた人材育成のための教育の国際化、日本人学生（大学生・高校生等）の50万人海外留学派遣（目標達成想定は2033年度）などが構想されている。

## 構成員
会議は閣僚と民間有識者から成る。議長には内閣総理大臣が充てられ、議長代理としては内閣官房長官と文部科学大臣兼教育未来創造担当大臣 が務める。それ以外に、厚生労働大臣、経済産業大臣その他内閣総理大臣が指名する国務大臣が含まれる。また、民間有識者である議員が「我が国の未来を担う人材の育成に関し優れた識見を有する者」の中から内閣総理大臣の指名により選ばれる。発足当初の有識者議員は、元慶應義塾長で日本私立学校振興・共済事業団理事長 である清家篤をはじめ15人により構成された。また、文部科学大臣兼教育未来創造担当大臣と同会議の有識者から成る教育未来創造会議ワーキング・グループ（WG）が設けられて、清家篤がその座長を務めている。
本会議において2022年5月に第一次提言 が取りまとめられた後、清家篤と東原敏昭のほかの議員は入れ替わり、2022年11月11日時点で、民間有識者としては13人の議員がいる。

## 教育未来創造会議の担当大臣
| 代 | 氏名                                                                              | 氏名                                                                              | 内閣                                                                              | 職名                                                                              | 担当期間                                                                          |
| 国務大臣（教育の再生を推進するため企画立案 及び行政各部の所管する事務の調整担当）                       | 国務大臣（教育の再生を推進するため企画立案 及び行政各部の所管する事務の調整担当） | 国務大臣（教育の再生を推進するため企画立案 及び行政各部の所管する事務の調整担当） | 国務大臣（教育の再生を推進するため企画立案 及び行政各部の所管する事務の調整担当） | 国務大臣（教育の再生を推進するため企画立案 及び行政各部の所管する事務の調整担当） | 国務大臣（教育の再生を推進するため企画立案 及び行政各部の所管する事務の調整担当） |
| --- | --------------------------------------------------------------------------------- | --------------------------------------------------------------------------------- | --------------------------------------------------------------------------------- | --------------------------------------------------------------------------------- | --------------------------------------------------------------------------------- |
| 1 |                                                                                   | 末松信介                                                                          | 第2次岸田内閣                                                                     | 教育再生担当大臣                                                                  | 2021年12月3日 - 2022年8月10日                                                     |
| 国務大臣（教育未来創造に関する施策を総合的に推進するため企画立案 及び行政各部の所管する事務の調整担当） |                                                                                   |                                                                                   |                                                                                   |                                                                                   |                                                                                   |
| 2 |                                                                                   | 永岡桂子                                                                          | 第2次岸田第1次改造内閣                                                            | 教育未来創造担当大臣                                                              | 2022年8月10日 - 2023年9月13日                                                     |